# Eileen Dunne
Pour les articles homonymes, voir Dunne.
Eileen Dunne (née le 28 avril 1958 à Dublin) est une journaliste et animatrice irlandaise de radio et de télévision.

## Biographie
Son père est le journaliste, présentateur et commentateur de la RTÉ, Mick Dunne, originaire de Clonaslee, comté de Laois. Elle est élève de l'école secondaire à Manor House School, Raheny. Elle étudie les arts à l'University College Dublin.
Dunne rejoint la Raidió Teilifís Éireann en 1980 en tant qu'annonceuse radio à temps partiel. Elle poursuit ses fonctions d'enseignante, tout en travaillant à temps partiel comme speakrine radio sur RTÉ Radio 1. Elle commence à présenter des bulletins d'information télévisés en 1984. En 1998, elle est présentatrice de RTÉ News: Nine O'Clock à partir de 1998, en alternance avec Sharon Ní Bheoláin à partir de 2018.
En plus de son travail d'information, Dunne présente présente Eileen Dunne's Classic Melodies pour RTÉ lyric fm jusqu'en 2010 puis le programme religieux The God Slot pour RTÉ Radio 1 le vendredi soir. Elle est présidente internationale de l'Association des journalistes européens de 2010 à 2014.
Dunne est le porte-parole donnant les résultats du jury irlandais (et télévote en 1998) au Concours Eurovision de la chanson entre 1989 et 1998.
Eileen Dunne participe régulièrement à la couverture de la RTÉ des principaux événements nationaux. En 2016, elle est co-présentatrice avec Bryan Dobson pour la commémoration officielle du centenaire de l'insurrection de Pâques 1916. Elle fournit le commentaire télévisé de la RTÉ sur les funérailles nationales de Garret FitzGerald (2011) et Albert Reynolds (2014) et la commémoration nationale de la bataille de la Somme (2016). Eileen Dunne couvre de la visite du pape François au sanctuaire de Knock en 2018.
Elle présente des programmes d'information du Royaume-Uni lors de la visite d'État du président irlandais Michael D. Higgins en 2014, du château de Dublin et de Croke Park lors de la visite d'État de la reine britannique Élisabeth II en Irlande en 2011 et de Ballybunion lors de la visite du président américain Bill Clinton en Irlande en 1998. Elle est envoyée à Rome lors de l'investiture du pape Benoît XVI en 2005 et de sa démission en 2013.
Le 1er mars 2022, elle annonce sa retraite en avril 2023.
Elle est mariée à l'acteur Macdara Ó Fátharta depuis 1993, ils ont un fils, Cormac.